# Copa FIFA Confederaciones 2009
La Copa FIFA Confederaciones 2009 fue la octava edición de la Copa FIFA Confederaciones, se realizó entre el 14 y el 28 de junio de 2009, en Sudáfrica. Este torneo fue considerado como el ensayo general de la Copa Mundial de Fútbol de 2010, que se celebró en el mismo país. El sorteo de los grupos se realizó el 22 de noviembre de 2008 en Johannesburgo.
El campeón fue la Selección de Brasil que derrotó en la final, disputada en el Estadio Ellis Park de Johannesburgo, a su similar de Estados Unidos por 3-2, adjudicándose el torneo por tercera vez en su historia.

## Sedes
Cuatro fueron las sedes para la primera Copa Confederaciones en Sudáfrica. El estadio Nelson Mandela Bay de Port Elizabeth, con capacidad para 46.082 espectadores, era una de las sedes del evento, hasta que el 8 de julio de 2008 el comité organizador informó que el escenario no estaría listo a tiempo para el certamen.
| Bloemfontein       | Johannesburgo      | Pretoria                | Rustenburg             |
| ------------------ | ------------------ | ----------------------- | ---------------------- |
| Estadio Free State | Estadio Ellis Park | Estadio Loftus Versfeld | Estadio Royal Bafokeng |
| Capacidad: 48 000  | Capacidad: 70 000  | Capacidad: 42 762       | Capacidad: 38 646      |
|                    |                    |                         |                        |

## Símbolos

### Balón oficial
El balón oficial del torneo fue el Adidas Kopanya. El esférico fue presentado como balón oficial de los partidos de la cita de 2009 ante el público que asistió al choque entre Sudáfrica y Camerún, en el trofeo anual Nelson Mandela. Su nombre y su diseño rinden homenaje a la nación anfitriona del certamen, se ha inspirado en el arte de los ndebele, pueblo del sur del continente. Las formas complejas y las curvas negras son elementos tradicionales ndebele, y se han fusionado con la efervescencia de colores que caracteriza a los artistas modernos de esta etnia. Un brillo plateado aporta un toque futurista. "Kopanya" procede del sesotho meridional, una lengua oficial con cerca de cinco millones de hablantes en todo el país del arcoíris. Literalmente, "kopanya" significa "unirse", una palabra apropiada para una prueba que pretende congregar a los campeones continentales y del mundo.
El balón cuenta con 14 paneles con la técnica termoadhesiva y la estructura PSC-Texture que garantiza un agarre óptimo entre el balón y la bota de fútbol.
El uso del Adidas Kopanya representó la primera ocasión que se usa un balón exclusivo para la Copa FIFA Confederaciones.

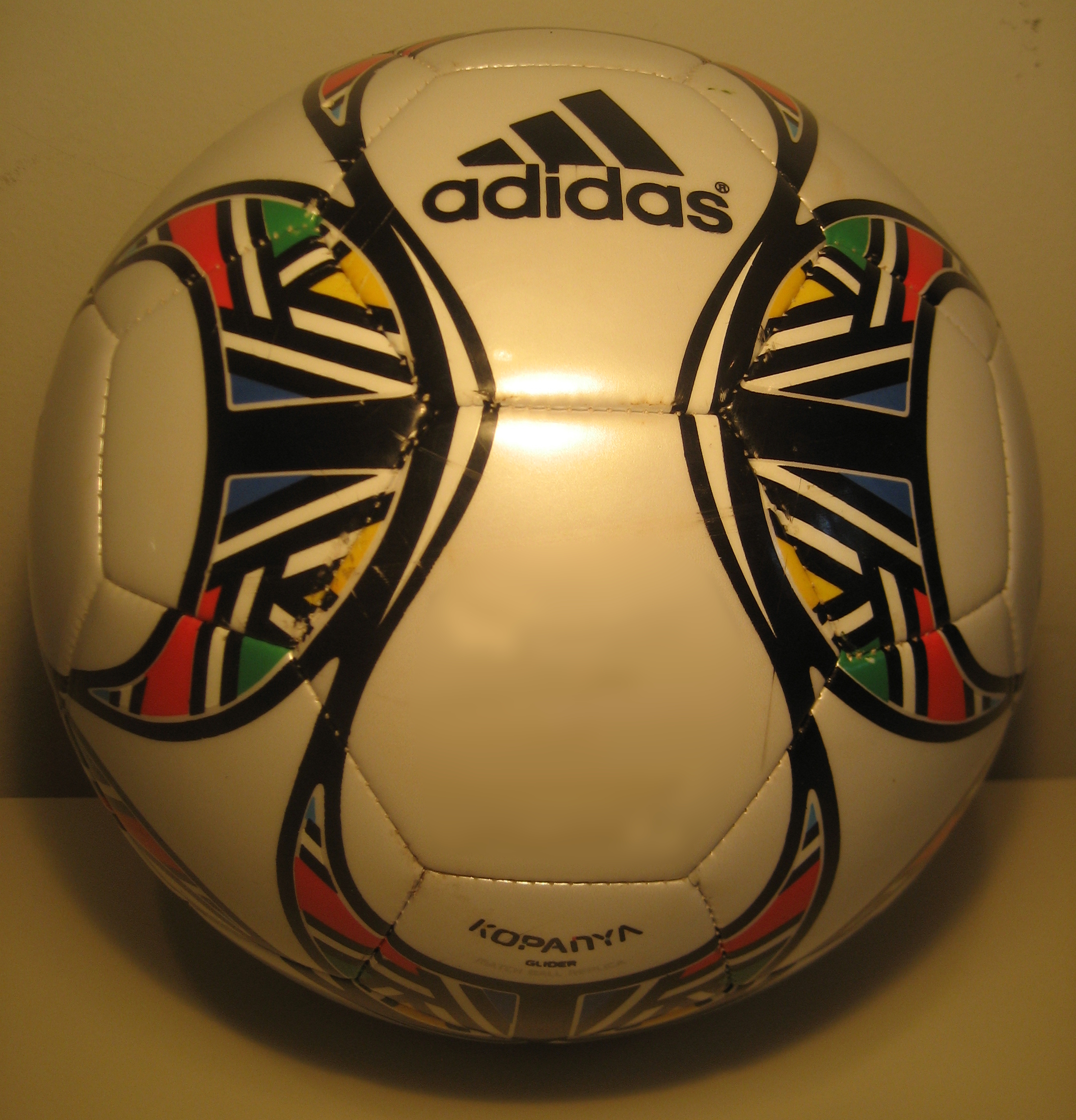

## Equipos participantes

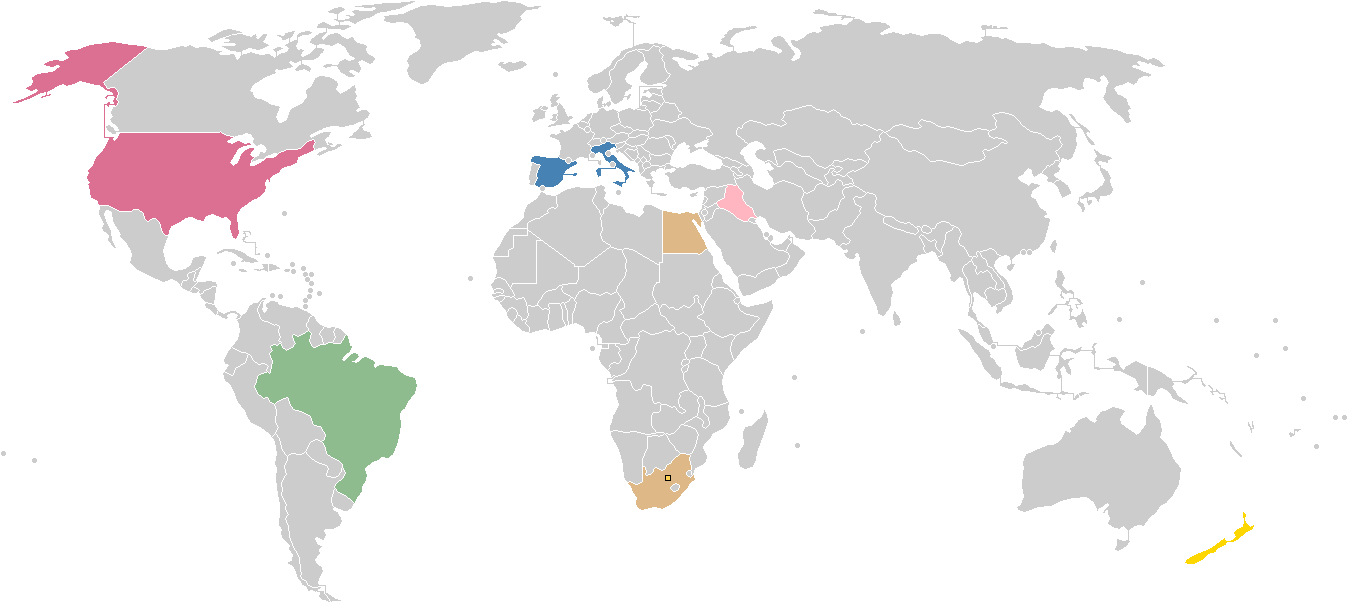
Equipos participantes de la Copa FIFA Confederaciones 2009.

Los ocho participantes de este torneo son oficialmente invitados por la FIFA. Estos corresponden a los anfitriones, los actuales campeones de la Copa del Mundo y los seis titulares de los campeonatos de las confederaciones de la FIFA.
Los ocho participantes de este torneo fueron invitados oficialmente por la FIFA. Estos corresponden, en general, a los campeones de los diversos torneos continentales.
En cursiva, los equipos debutantes en la copa.
| Confederación                            | Equipo         | Vía de clasificación                              |
| ---------------------------------------- | -------------- | ------------------------------------------------- |
| Anfitrión                                | Sudáfrica      | Organizador de la Copa Mundial de Fútbol de 2010  |
| FIFA                                     | Italia         | Campeón de la Copa Mundial de Fútbol de 2006      |
| Conmebol (Sudamérica)                    | Brasil         | Campeón de la Copa América 2007                   |
| UEFA (Europa)                            | España         | Campeón de la Eurocopa 2008                       |
| Concacaf (Norte, Centroamérica y Caribe) | Estados Unidos | Campeón de la Copa de Oro de la Concacaf 2007     |
| AFC (Asia)                               | Irak           | Campeón de la Copa Asiática 2007                  |
| CAF (África)                             | Egipto         | Campeón de la Copa Africana de Naciones 2008      |
| OFC (Oceanía)                            | Nueva Zelanda  | Campeón de la Copa de las Naciones de la OFC 2008 |

### Sorteo
| Bombo 1                                                                                          | Bombo 2                                                 | Bombo 3                                  |
| ------------------------------------------------------------------------------------------------ | ------------------------------------------------------- | ---------------------------------------- |
| Sudáfrica (anfitrión, asignado al Gpo. A) Italia (campeón del mundo vigente, asignado al Gpo. B) | España (asignado al Gpo. A) Brasil (asignado al Gpo. B) | Egipto Estados Unidos Irak Nueva Zelanda |

## Árbitros
| Confederación | Árbitro           | Asistentes                          |
| ------------- | ----------------- | ----------------------------------- |
| CAF           | Coffi Codjia      | Komi Konyoh Alexis Fassinou         |
| AFC           | Matthew Breeze    | Matthew Cream Ben Wilson            |
| CONCACAF      | Armando Archundia | Héctor Vergara Marvin Torrentera    |
| CONMEBOL      | Pablo Pozo        | Patricio Basualto Francisco Mondria |
| CONMEBOL      | Jorge Larrionda   | Pablo Fandiño Mauricio Espinosa     |
| OFC           | Michael Hester    | Jan Hendrik Hintz Mark Rule         |
| UEFA          | Howard Webb       | Michael Mullarkey Peter Kirkup      |
| UEFA          | Martin Hansson    | Henrik Andrén Fredrik Nilsson       |
| UEFA          | Massimo Busacca   | Matthias Arnet Francesco Buragina   |

## Resultados
- Los horarios corresponden a la hora de Sudáfrica (CEST; UTC+2).

Leyenda: Pts: Puntos; PJ: Partidos jugados; PG: Partidos ganados; PE: Partidos empatados; PP: Partidos perdidos; GF: Goles a favor; GC: Goles en contra; Dif: Diferencia de goles.

### Primera fase

#### Grupo A
| Equipo        | Pts | PJ | PG | PE | PP | GF | GC | Dif |
| ------------- | --- | -- | -- | -- | -- | -- | -- | --- |
| España        | 9   | 3  | 3  | 0  | 0  | 8  | 0  | +8  |
| Sudáfrica     | 4   | 3  | 1  | 1  | 1  | 2  | 2  | 0   |
| Irak          | 2   | 3  | 0  | 2  | 1  | 0  | 1  | –1  |
| Nueva Zelanda | 1   | 3  | 0  | 1  | 2  | 0  | 7  | –7  |

| 14 de junio de 2009 16:00 | Sudáfrica | 0:0     | Irak | Estadio Ellis Park, Johannesburgo                           |                                                             |
|                           |           | Reporte |      | Asistencia: 48.837 espectadores Árbitro(s): Jorge Larrionda | Asistencia: 48.837 espectadores Árbitro(s): Jorge Larrionda |

| 14 de junio de 2009 20:30 | Nueva Zelanda | 0:5 (0:4) | España                                         | Estadio Royal Bafokeng, Rustenburg                       |                                                          |
|                           |               | Reporte   | Torres 6', 14', 17' · Fàbregas 24' · Villa 48' | Asistencia: 21.649 espectadores Árbitro(s): Coffi Codjia | Asistencia: 21.649 espectadores Árbitro(s): Coffi Codjia |

| 17 de junio de 2009 16:00 | España    | 1:0 (0:0) | Irak | Estadio Free State, Bloemfontein                           |                                                            |
|                           | Villa 55' | Reporte   |      | Asistencia: 30.512 espectadores Árbitro(s): Matthew Breeze | Asistencia: 30.512 espectadores Árbitro(s): Matthew Breeze |

| 17 de junio de 2009 20:30 | Sudáfrica       | 2:0 (1:0) | Nueva Zelanda | Estadio Royal Bafokeng, Rustenburg                            |                                                               |
|                           | Parker 21', 52' | Reporte   |               | Asistencia: 36.598 espectadores Árbitro(s): Armando Archundia | Asistencia: 36.598 espectadores Árbitro(s): Armando Archundia |

| 20 de junio de 2009 20:30 | Irak | 0:0     | Nueva Zelanda | Estadio Ellis Park, Johannesburgo                       |                                                         |
|                           |      | Reporte |               | Asistencia: 23.295 espectadores Árbitro(s): Howard Webb | Asistencia: 23.295 espectadores Árbitro(s): Howard Webb |

| 20 de junio de 2009 20:30 | España                   | 2:0 (0:0) | Sudáfrica | Estadio Free State, Bloemfontein                       |                                                        |
|                           | Villa 52' · Llorente 72' | Reporte   |           | Asistencia: 38.212 espectadores Árbitro(s): Pablo Pozo | Asistencia: 38.212 espectadores Árbitro(s): Pablo Pozo |

#### Grupo B
| Equipo         | Pts | PJ | PG | PE | PP | GF | GC | Dif |
| -------------- | --- | -- | -- | -- | -- | -- | -- | --- |
| Brasil         | 9   | 3  | 3  | 0  | 0  | 10 | 3  | +7  |
| Estados Unidos | 3   | 3  | 1  | 0  | 2  | 4  | 6  | –2  |
| Italia         | 3   | 3  | 1  | 0  | 2  | 3  | 5  | –2  |
| Egipto         | 3   | 3  | 1  | 0  | 2  | 4  | 7  | –3  |

| 15 de junio de 2009 16:00 | Brasil                                            | 4:3 (3:1) | Egipto                     | Estadio Free State, Bloemfontein                        |                                                         |
|                           | Kaká 5', 90' (pen.) · Luís Fabiano 12' · Juan 37' | Reporte   | Zidan 9', 55' · Shawky 54' | Asistencia: 27 851 espectadores Árbitro(s): Howard Webb | Asistencia: 27 851 espectadores Árbitro(s): Howard Webb |

| 15 de junio de 2009 20:30 | Estados Unidos     | 1:3 (1:0) | Italia                             | Estadio Loftus Versfeld, Pretoria                      |                                                        |
|                           | Donovan 40' (pen.) | Reporte   | G. Rossi 58', 90+3' · De Rossi 71' | Asistencia: 34 341 espectadores Árbitro(s): Pablo Pozo | Asistencia: 34 341 espectadores Árbitro(s): Pablo Pozo |

| 18 de junio de 2009 16:00 | Estados Unidos | 0:3 (0:2) | Brasil                                    | Estadio Loftus Versfeld, Pretoria                           |                                                             |
|                           |                | Reporte   | Felipe Melo 7' · Robinho 20' · Maicon 62' | Asistencia: 39 617 espectadores Árbitro(s): Massimo Busacca | Asistencia: 39 617 espectadores Árbitro(s): Massimo Busacca |

| 18 de junio de 2009 20:30 | Egipto    | 1:0 (1:0) | Italia | Estadio Ellis Park, Johannesburgo                          |                                                            |
|                           | Homos 40' | Reporte   |        | Asistencia: 52 150 espectadores Árbitro(s): Martin Hansson | Asistencia: 52 150 espectadores Árbitro(s): Martin Hansson |

| 21 de junio de 2009 20:30 | Italia | 0:3 (0:3) | Brasil                                     | Estadio Loftus Versfeld, Pretoria                             |                                                               |
|                           |        | Reporte   | Luís Fabiano 37', 43' · Dossena 45' (a.g.) | Asistencia: 41 195 espectadores Árbitro(s): Armando Archundia | Asistencia: 41 195 espectadores Árbitro(s): Armando Archundia |

| 21 de junio de 2009 20:30 | Egipto | 0:3 (0:1) | Estados Unidos                         | Estadio Royal Bafokeng, Rustenburg                         |                                                            |
|                           |        | Reporte   | Davies 21' · Bradley 63' · Dempsey 71' | Asistencia: 23 140 espectadores Árbitro(s): Michael Hester | Asistencia: 23 140 espectadores Árbitro(s): Michael Hester |

### Segunda fase
|  | Semifinales    | Semifinales |                              |   | Final | Final |
|  |                |             |                              |   |       |       |
|  | 24 de junio    |             |                              |   |       |       |
|  |                |             |                              |   |       |       |
|  | España         | 0           |                              |   |       |       |
|  | España         | 0           | 28 de junio                  |   |       |       |
|  | Estados Unidos | 2           |                              |   |       |       |
|  | Estados Unidos | 2           | Estados Unidos               | 2 |       |       |
|  | 25 de junio    |             | Estados Unidos               | 2 |       |       |
|  |                | Brasil      | 3                            |   |       |       |
|  | Brasil         | Brasil      | 3                            | 1 |       |       |
|  | Brasil         |             |                              | 1 |       |       |
|  | Sudáfrica      | 0           |                              |   |       |       |
|  | Sudáfrica      | 0           | Partido por el tercer puesto |   |       |       |
|  |                |             |                              |   |       |       |
|  | 28 de junio    |             |                              |   |       |       |
|  |                |             |                              |   |       |       |
|  | España (t.s.)  | 3           |                              |   |       |       |
|  | España (t.s.)  | 3           |                              |   |       |       |
|  | Sudáfrica      | 2           |                              |   |       |       |

#### Semifinales
| 24 de junio de 2009 20:30 | España | 0:2 (0:1) | Estados Unidos             | Estadio Free State, Bloemfontein                            |                                                             |
|                           |        | Reporte   | Altidore 27' · Dempsey 74' | Asistencia: 35 369 espectadores Árbitro(s): Jorge Larrionda | Asistencia: 35 369 espectadores Árbitro(s): Jorge Larrionda |

| 25 de junio de 2009 20:30 | Brasil         | 1:0 (0:0) | Sudáfrica | Estadio Ellis Park, Johannesburgo                           |                                                             |
|                           | Dani Alves 88' | Reporte   |           | Asistencia: 48 049 espectadores Árbitro(s): Massimo Busacca | Asistencia: 48 049 espectadores Árbitro(s): Massimo Busacca |

#### Tercer lugar
| 28 de junio de 2009 15:00 | España                            | 3:2 (2:2; 0:0) (t. s.)(1:0 t. s.) | Sudáfrica         | Royal Bafokeng Stadium, Rustenburgo                        |                                                            |
|                           | Güiza 88', 89' · Xabi Alonso 107' | Reporte                           | Mphela 73', 90+3' | Asistencia: 31 788 espectadores Árbitro(s): Matthew Breeze | Asistencia: 31 788 espectadores Árbitro(s): Matthew Breeze |

#### Final
| 28 de junio de 2009 20:30 | Estados Unidos            | 2:3 (2:0) | Brasil                            | Estadio Ellis Park, Johannesburgo                          |                                                            |
|                           | Dempsey 10' · Donovan 27' | Reporte   | Luís Fabiano 46', 74' · Lúcio 84' | Asistencia: 52 291 espectadores Árbitro(s): Martin Hansson | Asistencia: 52 291 espectadores Árbitro(s): Martin Hansson |

|                            |
| Bandera de Brasil          |
| Campeón Brasil 3.er título |

## Estadísticas

### Tabla de rendimiento
Nota: las tablas de rendimiento no reflejan la clasificación final de los equipos, sino que muestran el rendimiento de los mismos atendiendo a la ronda final alcanzada.
| Equipo | Equipo         | Pts | PJ | PG | PE | PP | GF | GC | Dif | Rend   |
| ------ | -------------- | --- | -- | -- | -- | -- | -- | -- | --- | ------ |
| 1      | Brasil         | 15  | 5  | 5  | 0  | 0  | 14 | 5  | 9   | 100%   |
| 2      | Estados Unidos | 6   | 5  | 2  | 0  | 3  | 8  | 9  | -1  | 40%    |
| 3      | España         | 12  | 5  | 4  | 0  | 1  | 11 | 4  | 7   | 80%    |
| 4      | Sudáfrica      | 4   | 5  | 1  | 1  | 3  | 4  | 6  | -2  | 26.67% |
| 5      | Italia         | 3   | 3  | 1  | 0  | 2  | 3  | 5  | -2  | 33.33% |
| 6      | Egipto         | 3   | 3  | 1  | 0  | 2  | 4  | 7  | -3  | 33.33% |
| 7      | Irak           | 2   | 3  | 0  | 2  | 1  | 0  | 1  | -1  | 22.22% |
| 8      | Nueva Zelanda  | 1   | 3  | 0  | 1  | 2  | 0  | 7  | -7  | 11.11% |

### Asistentes
| Jugador           | Selección      | Asistencias | Minutos |
| ----------------- | -------------- | ----------- | ------- |
| Elano             | Brasil         | 3           | 85'     |
| Mohamed Aboutrika | Egipto         | 3           | 270'    |
| Maicon            | Brasil         | 3           | 360'    |
| Joan Capdevila    | España         | 3           | 390'    |
| Cesc Fàbregas     | España         | 2           | 248'    |
| Kaká              | Brasil         | 2           | 429'    |
| Jonathan Spector  | Estados Unidos | 2           | 450'    |
| Tsepo Masilela    | Sudáfrica      | 2           | 480'    |

## Premios
El balón de Oro Adidas fue entregado al mejor jugador del torneo.
| Jugador       | Selección      |
| ------------- | -------------- |
| Kaká          | Brasil         |
| Luis Fabiano  | Brasil         |
| Clint Dempsey | Estados Unidos |

### Bota de Oro
La Bota de Oro Adidas se entregó al máximo goleador del torneo.
| Jugador         | Selección | Goles |
| --------------- | --------- | ----- |
| Luís Fabiano    | Brasil    | 5     |
| Fernando Torres | España    | 3     |
| David Villa     | España    | 3     |

### Otros premios
El ganador del Guante de Oro Adidas al mejor portero del torneo fue el estadounidense Tim Howard. Por su parte, el ganador del premio al juego limpio fue el equipo campeón, la Selección de Brasil.

### Equipo estelar
La FIFA divulgó el equipo ideal del torneo, el cual fue escogido mediante votación en FIFA.com.
| Portero    | Defensores                               | Mediocampistas                       | Delanteros                               |
| ---------- | ---------------------------------------- | ------------------------------------ | ---------------------------------------- |
| Tim Howard | Joan Capdevila Carles Puyol Lúcio Maicon | Kaká Mohamed Aboutrika Clint Dempsey | Fernando Torres David Villa Luís Fabiano |